# Giorgio Lalle
Giorgio Lalle (* 4. März 1957 in Rom) ist ein ehemaliger italienischer Schwimmer. Er gewann bei Schwimmeuropameisterschaften eine Silbermedaille. Bei Mittelmeerspielen gewann er zwei Goldmedaillen und eine Silbermedaille.

## Karriere
Lalle schwamm für AS Rom.
Giorgio Lalle begann seine internationale Karriere bei den Schwimmweltmeisterschaften 1973 in Belgrad, seine beste Platzierung war der 10. Rang über 200 Meter Brust. Im Jahr darauf wurde Lalle Sechster über diese Strecke bei den Europameisterschaften in Wien. 1975 bei den Weltmeisterschaften in Cali wurde er Achter über 200 Meter Brust. Die italienische 4-mal-100-Meter-Lagenstaffel mit Lapo Cianchi, Giorgio Lalle, Paolo Barelli und Marcello Guarducci erreichte den siebten Platz. Einen Monat nach den Weltmeisterschaften begannen in Algier die Mittelmeerspiele 1975. Lalle gewann sowohl über 100 Meter Brust als auch über 200 Meter Brust. Die italienische Lagenstaffel wurde Zweite hinter den Spaniern.
Bei den Olympischen Spielen 1976 in Montreal kam Lalle über 100 Meter Brust mit der 16. Zeit der Vorläufe als Letzter in die nächste Runde, im Halbfinale und im Finale schwamm er jeweils die fünftbeste Zeit. Die italienische Lagenstaffel mit Enrico Bisso, Giorgio Lalle, Paolo Barelli und Marcello Guarducci erreichte den siebten Platz. Schließlich schied Lalle in den Vorläufen über 200 Meter Brust als Elfter aus. Bei den Europameisterschaften 1977 in Jönköping schlug Lalle über 100 Meter Brust als Zweiter hinter dem Deutschen Gerald Mörken an. Über 200 Meter Brust wurde Lalle Fünfter mit über einer Sekunde Rückstand auf den Vierten. Ebenfalls 1977 nahm Lalle an der Universiade in Sofia teil und gewann die Bronzemedaille über 100 Meter Brust. Zum Abschluss seiner Karriere wurde Lalle 16. über 100 Meter Brust und 20. über 200 Meter Brust bei den Weltmeisterschaften 1978 in West-Berlin.